# Raw (album)
Pour les articles homonymes, voir Raw.
Albums de La Muerte
Kustom Kar Kompetition
(1991)
Raw est le cinquième et dernier album du groupe belge La Muerte. Il s'agit d'un album live enregistré et sorti en 1994.

## L'album
L'album est en fait l'enregistrement du concert d'adieu donné par La Muerte au Luna theatre de Bruxelles le 16 janvier 1994.
Seul album avec Daniel Wang.

## Les musiciens
- Marc du Marais : voix
- Dee-J : guitare
- Paul "Dunlop" Delnoy : basse
- Daniel Wang : batterie

## Les titres
1. Speed, Steel and Gasoline - 4 min 17 s
2. Serial Killer - 2 min 00 s
3. Black God, White Devil - 4 min 30 s
4. Hate Love - 4 min 37 s
5. Power - 3 min 46 s
6. Wild Fucker - 3 min 10 s
7. Cravacher - 4 min 09 s
8. Burst My Soul - 4 min 06 s
9. I Would Die Faster - 3 min 55 s
10. Lucifer Sam - 4 min 11 s
11. K.K.K. - 5 min 41 s
12. Couteau Dans l'eau - 2 min 44 s
13. Blood On the Moon - 3 min 14 s
14. Ecoute Cette Prière - 3 min 41 s
15. Mannish Boy - 7 min 16 s
16. Shoot In Your Back - 5 min 22 s
17. Kung Fu Fighting - 2 min 34 s
18. Wild Thing - 8 min 34 s

## Informations sur le contenu de l'album
- Les titres 1, 2, 4, 6, 11 et 12 viennent de Kustom Kar Kompetition; les titres 3, 8, 9, 14 et 16 viennent de Death Race 2000; le titre 10 de Peep Show; le 15 de Every Soul By Sin Oppressed; le 17 de Experiment in Terror; le 18 de The Surrealist Mystery.
- Power, Cravacher et Blood On the Moon sont des titres inédits.
- Lucifer Sam : reprise de Pink Floyd tirée de l'album The Piper at the Gates of Dawn (1967).
- Mannish Boy : titre de Muddy Waters composé en 1955 et réenregistré en 1977 pour l'album Hard Again.
- Kung Fu Fighting : single de Carl Douglas (1974).
- Wild Thing : titre des Wild Ones (1965) popularisé par les Troggs (single sorti en 1966) puis par Jimi Hendrix lors de son concert au Monterey Pop Festival en 1967.
- Arno joue de l'harmonica sur Mannish Boy.
- Richard 23 de Front 242 chante sur Hate Love et sur K.K.K..